# 科見美語
科見美語是1977年在台灣成立的語言學習機構，1982年成立第一所科見美語分校。1986年成立日語部。

## 相關網站
- 科見美語 （页面存档备份，存于）
- 科見Online （页面存档备份，存于）
- 科見美語Kojen的Facebook專頁
- 一起學（科見Online）的Facebook專頁